# Josef Šorm
Josef Šorm (ur. 2 marca 1932 w Dvůrze Královym nad Labem, zm. 11 maja 2022) – czeski siatkarz, medalista igrzysk olimpijskich i mistrzostw Europy.

## Życiorys
Šorm był w składzie reprezentacji Czechosłowacji, która zdobywała srebrne medale podczas mistrzostw świata 1960 w Brazylii i 1962 w ZSRR. Razem z drużyną narodową zajął 5. miejsce na mistrzostwach Europy 1963 w Rumunii. Wystąpił na igrzyskach olimpijskich 1964 w Tokio. Zagrał w ośmiu z dziewięciu rozgrywanych meczów. Jego zespół z ośmioma zwycięstwami i jedną porażką zajął drugie miejsce w turnieju. W reprezentacji grał w latach 1959-1964
W latach 1954–1957 był zawodnikiem klubu ÚDA Praga (od 1956 Dukla Praga), z którym w 1954 i 1955 triumfował, a 1956 i 1957 zajął 2. miejsce w mistrzostwach Czechosłowacji. Później był zawodnikiem Dynamo Slavii Praga (1958), Spartaku Potrubí (1959-1960), ponownie w Dynamo (1961) i Lokomotivu Praga (1962-1965), z którym zdobył mistrzostwo kraju w 1962 i 3. miejsce w 1964. Od 1966 do 1967 był grającym trenerem zespołu Zahradní Město-Záběhlice, a tę samą rolę pełnił w latach 1968-1970 w belgijskim Atlas Kortrijk.
Ukończył technikum w Dvůr Králové nad Labem. Po przeprowadzce do Pragi pracował m.in. jako planista w ČSA i referent w ministerstwie transportu. Jego żona Libuse Neugebauerová także była siatkarką.